# Les Carnets de route de François Busnel
Cet article possède un paronyme, voir Carnet de route (homonymie).
 (septembre 2015).
Les Carnets de route de François Busnel est une émission de télévision diffusée, une fois par mois, en lieu et place de La Grande Librairie sur France 5. Créée par François Busnel, cette série d'émissions débute en octobre 2011, propose de découvrir les États-Unis à travers le regard de ses écrivains. François Busnel initie son périple par New York.

## Liste des émissions

### Portrait inédit des États-Unis
Diffusés d'octobre 2011 à mai 2012 le dernier jeudi de chaque mois dans la case de La Grande Librairie, sur France 5, ces 8 documentaires retracent le voyage de François Busnel à la rencontre des écrivains américains, chez eux. Écrits par François Busnel et réalisé par Adrien Soland, ces films documentaires présentent un portrait inédit de l'Amérique au début du XXIe siècle sous forme de road movie. Cette série a remporté un vif succès critique et a réalisé les meilleures audiences de l'émission. 
- 20 octobre 2011 : dans cette émission sous titrée « un air de New-York », François Busnel présente et interviewe cinq écrivains :

1. Paul Auster à Brooklyn
2. Jonathan Franzen dans l'Upper East Side
3. Toni Morrison à Chinatown
4. Colum McCann à Pearl Street (Manhattan)
5. Rick Moody à Washington Square Village
6. Jay McInerney à Greenwich Village

- 17 novembre 2011 : « Une Nouvelle-Angleterre »

1. Peter Matthiessen à Long Island
2. James Salter à Long Island
3. Dennis Lehane : évoqué mais non rencontré (réside en Californie)
4. Douglas Kennedy à Wiscasset (Maine)
5. Richard Russo
6. Richard Ford : « La vie privée est la vie publique en miniature » à East Boothbay (Maine)
7. John Irving : évoqué mais non rencontré
8. Russell Banks à Greensboro (Vermont)
9. Philip Roth : « La littérature, grande cause perdue de l'humanité » dans le Connecticut

- 15 décembre 2011 : « Esquisse sudiste »

1. Pat Conroy en Caroline du Sud
2. Ace Atkins à Memphis (Tennessee)
3. Tom Franklin à Oxford (Mississippi)
4. Thomas H. Cook à Oxford (Mississippi)
5. Dean Faulkner Wells, petite-fille de William Faulkner, à Oxford (Mississippi)
6. John Biguenet dans le Bayou des Allemands (Louisiane)
7. Eddy L. Harris à La Nouvelle-Orléans (Louisiane)

- 26 janvier 2012 : « En route vers l'Ouest »

1. Joyce Carol Oates à Princeton (New Jersey)
2. Elmore Leonard à Détroit (Michigan)
3. Laura Kasischke à Ann Arbor (Michigan)
4. Michael Collins à Chicago (Illinois)
5. Dan Chaon à Chicago (Illinois)
6. Richard Powers à Champaign-Urbana (Illinois)
7. Louise Erdrich à Minneapolis (Minnesota)

- 23 février 2012 : « Les grands espaces »

1. Dan O'Brien à Rapid City (Dakota du Sud)
2. Craig Johnson à UCross (Wyoming)
3. Alexandra Fuller à Livingston (Montana)
4. Jim Harrison à Livingston (Montana)
5. James Lee Burke à  Lolo (Montana)

- 22 mars 2012 : « Désert-Pacifique : une contre culture »

1. Anne Rice à Rancho Mirage (Californie)
2. Jim Fergus à Tubac (Arizona)
3. Thomas Sanchez à San Francisco (Californie)
4. Lawrence Ferlinghetti à la librairie City Lights de San Francisco (Californie)

- 26 avril 2012 : « Un rêve californien »

1. Armistead Maupin, Chroniques de San Francisco à Russian Hill (San Francisco)
2. Vendela Vida (Vendela Vida), Maison d'édition 826 Valentia, Sans gravité, à Mission District (San Francisco)
3. T. C. Boyle à Santa Barbara (Californie)
4. Sherman Alexie à Santa Monica (Los Angeles)
5. Bret Easton Ellis : invité mais non rencontré
6. Seth Greenland à Venice Beach (Los Angeles)

- 24 mai 2012 : « L.A. : Ellroy Confidential »

L'émission est consacrée à James Ellroy
NB : Pour compléter ce panorama de la littérature américaine, il convient d’ajouter les émissions intégralement consacrées à Philip Roth à New York (8 octobre 2009) et John Irving dans le Vermont (20 janvier 2011), ainsi que l’émission réalisée en plateau avec Bret Easton Ellis et Jay McInerney (23 septembre 2010).
Un coffret DVD des Carnets de Route de François Busnel sera édité par France Télévisions Distribution en décembre 2012. Il comportera les 8 films de la série ainsi qu’une douzaine d’heures de bonus exclusifs.

### Portrait de la Grande-Bretagne

#### Ballade anglaise - Épisodes 1 à 3
- Épisode 1 - 19 décembre 2013 : la campagne anglaise

Ian McEwan, Opération Sweet Toot
Jonathan Coe, La pluie avant qu'elle tombe
David Lodge, Thearapie, La vie en sourdine
Graham Swift, J'aimerais tellement que tu sois là
- Épisode 2 - 23 janvier 2014 : les mystères de Londres

William Boyd, Orages Ordinaires
Peter Ackroyd, Biographie de Londres
Joseph Connolly, England's lane
Hanif Kureishi, My beautiful Laundrette, Le Bouddha de Banlieue
- Épisode 3 - 27 février 2014 : L'autre Londres

Martin Amis
Rachel Cusk
Will Self
Adam Thirlwell

#### Ballade irlandaise - Épisodes 4 et 5
- Épisode 4 - 27 mars 2014 - « Balade irlandaise »

Sebastian Barry
Dermot Bolger
Claire Keegan
Jennifer Johnston
Paul Lynch
Stuart Neville
- Épisode 5 - 17 avril 2014 - Gens de Dublin

John Banville alias Benjamin Black
Edna O'Brien
Joseph O'Connor
Colum McCann et Sean McCann

#### Du Nord à l’extrême sud-ouest - Épisode 6
- Épisode 6 - 15 mai 2014 - « Rois et Reines du Crime »

Peter May (île Lewis-Archipel des Hébrides, Écosse), L'Île des chasseurs d'oiseaux
Ian Rankin (Édimbourg, Écosse), Les Enquêtes de l'inspecteur Rébus
Jasper Fforde (Hay-on-Wye, Pays de Galles), L'Affaire Jane Eyre
P. D. James (Oxford, Angleterre du Sud-Est)
Minette Walters (Weymouth, Dorset Angleterre du Sud-Ouest)
John le Carré (Lands End, Cornouailles près de Penzance, Angleterre du Sud-Ouest)